# Le Maisnil

Le Maisnil este o comună în departamentul Nord, Franța. În 1 ianuarie 2022 avea o populație de 628 de locuitori.